# تحالف قبائل سبأ
تحالف قبائل سبأ، هو تحالف من قبائل محافظات إقليم سبأ (مأرب، البيضاء، الجوف)، ويتكون من قبائل قبائل قيفة وعباس وآل غنيم والملاجم وآل سواد ومراد.

## إعلان التحالف
تم اعلان